# Ajdovščina
Ajdovščina (izgovarjava [ˈaːi̯dɔu̯ʃtʃina] (); italijansko Aidussina, nemško Haidenschaft) je mesto z okoli 7.000 prebivalci v osrednjem delu Vipavske doline in središče občine Ajdovščina.

## Lega in značilnosti naselja
Ajdovščina leži ob sotočju potokov Hublja in Lokavščka, na stiku nasutega Ajdovskega polja in flišnega pobočja pod Goro (Sinji vrh, 1002 metra). Srednja nadmorska višina mesta je 106 metrov.
Središče mesta, Lavričev trg, je sredi starega mestnega jedra. Župnijska cerkev je posvečena sv. Janezu Krstniku, v njej so Cebejeve slike. Severno od cerkve so Osnovna šola Danila Lokarja Ajdovščina, Srednja šola Veno Pilon Ajdovščina in športni center Police, južno pa avtobusna in železniška postaja. 
Na vzhodni strani Hublja je mestni predel (in župnija) Šturje, nekdaj samostojna vas, kjer je cerkev svetega Jurija s slikami Matevža Langusa in Toneta Kralja. Tu je tudi Lavričeva knjižnica Ajdovščina ter nekdanja vas Slejkoti. To je predvsem stanovanjski predel; gostota poselitve je največja v soseski Ribnik, kjer stoji tudi Osnovna šola Šturje Ajdovščina. Na levem bregu Hublja je mestni predel Trnje, ob njegovem izviru so Fužine, nekoliko nižje Pale, Police, Gradišče in Putrihe. Neposredno na obrobju mesta so še samostojne vasi (Grivče, Žapuže, Kožmani itd.) 
Ob kraških izvirih Hublja je zajetje za območni vodovod. V bližini Športnega parka Pale stojita hidroelektrarna in Hostel Ajdovščina, tu se začne 3100 m dolga Naravoslovna učna pot ob potoku Hubelj. 
Industrijski obrati so pretežno v južnem delu mesta (Mlinotest, Tekstina, Fructal, Incom, Bia Separations, Petrič). Sredi Ajdovskega polja ob Hublju je čistilna naprava za industrijske in mestne odplake. Na zahodnem robu mesta so pokopališče, športni stadion in Letališče Ajdovščina. Nasproti letališča je obrtna cona, kjer ima sedež podjetje Pipistrel.

## Etimologija
Ime mesta Ajdovščina izvira iz besede ajd, ki pomeni "pogan". Slovani so namreč tamkajšnje rimske ostaline pravilno pripisali poganskim staroselcem, torej ajdom, ki so jih kasneje mitizirali v ajde, tj. velikane s človeško podobo.

## Zgodovina
Mesto se je razvilo ob cesti Razdrto-Nova Gorica ob odcepih v Idrijo, na Predmejo, na Ustje ter mimo Vipavskega Križa v Štanjel. Od leta 1902 je z železnico povezana z Gorico.
Stari Rimljani so v času Rimskega cesarstva na območju današnjega naselja okrog leta 270 začeli graditi utrjen vojaški tabor s štirinajstimi obrambnimi stolpi, imenovan Castrum Ad Fluvium Frigidum (Utrdba ob mrzli reki), ki je služil kot cestna postaja na poti iz Italije v Panonijo in na Balkan. Pri Vrhpolju v bližini je leta 394 potekala bitka pri Mrzli reki med Teodozijem I. in Evgenijem. Leta 451 je hunski vojskovodja Atila na pohodu v Italijo postojanko porušil. 
Ob preseljevanju ljudstev so preko Vipavske doline na jug prehajali Huni, Vzhodni Goti in Langobardi, nato pa še Slovani, ki so se tod naselili.
Naselje se ponovno omenja šele leta 1507, ko naj bi ji Maksimilijan I. dal trške pravice. Znotraj antičnega obzidja je nastalo značilno srednjeveško mesto. Razcvet kraja se je začel, ko so zgradili cesto iz Logatca čez Hrušico in leta 1664 še kamniti most, ki je povezal deželi Kranjsko in Goriško, meja med njima je namreč potekala po Hublju. V 16. stoletju se je začel razvoj fužinarstva, ki je s prekinitvami trajal do leta 1909. V naselju je bilo še veliko drugih obratov (žage, strojarne, tovarne testenin, papirnica, pivovarna, predilnica, barvarna ...), iz katerih se je razvila današnja industrija.
Do leta 1945 so današnji Ajdovščini gospodovali še: oglejski patriarhi, Goriški grofje, Beneška republika, Habsburžani in Italijani. Kraji so v 15. stoletju trpeli tudi zaradi turških vdorov.
V Ajdovščini je bila 5. maja 1945 ustanovljena prva slovenska vlada po 2. svetovni vojni. V spomin na ta dogodek slavi občina Ajdovščina svoj praznik.

## Znani Ajdovci
V Ajdovščini so se rodili Ivo Boscarol, ustanovitelj letalskega podjetja Pipistrel, slikarja Anton Cebej in Veno Pilon, zdravnik in pisatelj Danilo Lokar ter naravoslovni zbiratelj Anton Bianchi. V otroštvu je v Ajdovščini živela tudi Tilka Paljk, slovensko-zambijska plavalka, udeleženka olimpijskih iger leta 2021.

## Izobraževanje
V Ajdovščini delujeta dve osnovni šoli: Osnovna šola Danila Lokarja Ajdovščina in Osnovna šola Šturje Ajdovščina. Srednja šola Veno Pilon Ajdovščina združuje gimnazijo, srednjo strokovno šolo (program Predšolska vzgoja) in dijaški dom. V Ajdovščini ima svoj sedež Fakulteta za aplikativno naravoslovje Univerze v Novi Gorici. Za izobraževanje odraslih skrbi Ljudska univerza Ajdovščina. 
Občina Ajdovščina v kraju načrtuje dom starejših občanov in bi v okviru razpisa Ministrstva za delo, družino, socialo in socialne zadeve lahko prejela vseh 12 milijonov evrov, kolikor investicija tudi stane. V stavbi naj bi bilo prostora za 150 oskrbovancev. Dom, ki naj bi stal že 2023 bo obsegal približno 10.000 m2, investicija naj bi stala okrog 12 milijonov evrov.

## Kultura
V Muzeju Ajdovščina (muzejska zbirka Ajdovščina Goriškega muzeja) si lahko ogledamo zbirko fosilov Stanislava-Staneta Bačarja in arheološko razstavo o antični Ajdovščini (razstava Castra). V Pilonovi galeriji, ki se nahaja v Pilonovi domačiji in sosednji hiši, je na ogled stalna razstava umetniške zapuščine Vena Pilona ter občasne razstave. V Ajdovščini delujeta tudi Lokarjeva galerija in Likovno-oblikovalski center Lična hiša.
Konec septembra vsako leto poteka Štrudlfest, festival gledališko-filmsko-plesno-glasbenih dogodkov.  

## Mediji
V Ajdovščini izhaja brezplačni mesečnik Latnik, posveča se lokalnim novicam. 

## Šport in rekreacija
V Ajdovščini deluje več športnih klubov, med katerimi so najbolj znani rokometna ŽRK Mlinotest Ajdovščina ter RK Ajdovščina, nogometna ŠD Škou Ajdovščina in ND Primorje, kolesarski klub Kamplc Racing Team ter smučarski SK Dol Ajdovščina. 